# Extraordinarisse Post-tijdinghe
Extraordinarisse Post-tijdinghe (1635-1690) was een Antwerpse krant, opgericht door publicist Willem Verdussen (1592-1667).

## Geschiedenis
In 1635 ontving Verdussen een licentie van de Raad van Brabant. Met deze licentie kreeg hij tien jaar toestemming om een krant te publiceren. Rond maart of april van hetzelfde jaar werd de Extraordinarisse opgericht. Dit was een bewogen tijd: in de lente van 1635 vielen de Republiek en Frankrijk gezamenlijk de Spaanse Nederlanden binnen. De Spaanse Nederlanden hadden de strijd al snel gewonnen, maar het nieuws liet grote indruk achter op het volk. Verdussen was in staat om zijn krant te publiceren met veel informatie over dit conflict, waardoor de krant veel publiciteit ontving.
De Spaanse autoriteiten in Brabant waren duidelijk tevreden over Verdussens werk, want in 1654 werd zijn publicatielicentie zonder einddatum verlengd. Mogelijk had dit te maken met het feit dat de autoriteiten regelmatig advertenties mochten plaatsen over diefstallen en dergelijke.

## Opmaak
De Extradorinarisse kreeg dezelfde opmaak als de meeste Nederlandse kranten in de eerste helft van de zeventiende eeuw: een ongevouwen folioblad met tekst in twee kolommen. Hij zette zich daarmee af tegen de stijl van Duitse, Franse en Engelse kranten, maar ook tegen de voormalige stijl die in Antwerpen gehanteerd werd door Abraham Verhoeven in zijn krant Nieuwe Tijdinghen. Waarschijnlijk had deze opmaak - in tegenstelling tot gevouwen pamfletten - een economisch voordeel: Frankrijk was de leveraar van papier, en na de oorlogsverklaring van Frankrijk op de Zuidelijke Nederlanden was prijs van papier torenhoog geworden.